# September Song
 (novembre 2022).
Si vous disposez d'ouvrages ou d'articles de référence ou si vous connaissez des sites web de qualité traitant du thème abordé ici, merci de compléter l'article en donnant les références utiles à sa vérifiabilité et en les liant à la section « Notes et références ».
Pour les articles homonymes, voir September.
September Song est une chanson écrite par Maxwell Anderson et composée par Kurt Weill pour la comédie musicale Knickerbocker Holiday en 1938. Son premier interprète est Walter Huston, mais elle a été reprise par de nombreux artistes et est devenue un standard de jazz.

## Histoire
Dans Knickerbocker Holiday, September Song est interprétée par Pieter Stuyvesant, l'antagoniste principal, et le rend plus humain aux yeux du public. Kurt Weill l'a composée spécialement pour la voix de Walter Huston, acteur au talent de chanteur limité.
La première production de Knickerbocker Holiday ne rencontre pas un grand succès, pas plus que son adaptation au cinéma en 1944. La chanson ne devient célèbre que quelques années plus tard, en 1950, lorsque Huston l'interprète à nouveau pour le film Les Amants de Capri (September Affair).